# 25024 Calebmcgraw
25024 Calebmcgraw è un asteroide della fascia principale. Scoperto nel 1998, presenta un'orbita caratterizzata da un semiasse maggiore pari a 2,4312853 UA e da un'eccentricità di 0,1823168, inclinata di 3,39030° rispetto all'eclittica.